# 紫蛤
是帘蛤目紫云蛤科拟紫云蛤属的一种。主要分布于中国大陆、台湾，常栖息在潮间带至潮下带。
其种加词“elongata”意为“长的”。